# Monoplectroninia hispida
Monoplectroninia hispida är en svampdjursart som beskrevs av Pouliquen och Jean Vacelet 1970. Monoplectroninia hispida ingår i släktet Monoplectroninia och familjen Minchinellidae. Inga underarter finns listade i Catalogue of Life.